# Caballo barroco
El término caballo barroco se aplica a los caballos robustos pero ágiles que descienden de los caballos de combate de la Edad Media, tales como el Destrier y el Jennet. Se caracterizan por tener grandes cuartos traseros, cuello musculoso y arqueado, perfil recto o ligeramente convexo y crines y cola abundantes. Estos caballos son particularmente apropiados para la alta escuela de la doma clásica. En este grupo se incluyen el caballo andaluz, el Lipizzano, el caballo lusitano y el caballo frisón.
- Wikimedia Commons alberga una categoría multimedia sobre Caballo barroco.

- Datos: Q808569
- Multimedia: Baroque horse / Q808569